# Thomas Morong
Reverendo Thomas Morong ( * Cahawba, Alabama, 15 de abril de 1827 - 26 de abril de 1894, Ashland) fue un naturalista estadounidense.
Pasó su infancia en Alabama, mudándose al norte con su familia cuando tenía quince años. Recibe su Bachelor Arts del "Amherst College" en 1848. Se casa con Mary L. en ese mismo año, y comienza estudios de leyes. Abandona sus estudios menos de u año después, decidido a ser clérigo, entrando al "Seminario Teológico de Andover"; graduándose de Andover en 1853, y ordenado como "ministro congregacional" en 1854. En el curso de su ministerio sirvió en la ciudad de Iowa, Iowa, y en varios suburbios de Massachusetts: Webster, Globe Village, Gloucester, Ipswich, Ashland. Durant tal periodo, tuvieron al menos dos hijos: Joseph y Arthur. Joseph se estableció como dentista en Chile pero falleció, luego de dos años allí, el 8 de junio de 1880.
Morong desarrolla interés en la Botánica a través de contactos con William Oakes y con el Dr. James W. Robbins. La mayor influencia fue sin dudas de Robbins, ya que Oakes fallece en 1848, mientras Robbins estuvo activo hasta su fallecimiento en 1879. Robbins se interesaba particularmente en plantas acuáticas, y donde Morong puso mucha energía en esa área. Robbins era experto en Potamogeton, habiendo escrito la sección Potamogeton en la quinta edición del "Manual Gray", y le dejará su colección de Potamogeton a Morong, con el entendimiento de que mástarde prepararía y donaría el material en grupos. Morong también se hizo cargo de la colección de Robbins de Naiadaeae, continuando los estudios de Robbins.
El interés de Morong en la Botánica continuó desarrollándose luego del deceso de Robbins, y se interesó en coleccionar plantas a lo largo de las vías acuáticas de Sudamérica. A través de contactos con N.L. Britton y con J.Allen en los encuentros de 1886 y 1887 de la "American Association for the Advancement of Science", hace posible su sueño de coleccionar de Sudamérica. Renuncia a su iglesia de Ashland y se marcha a Buenos Aires el 30 de julio de 1888. Recolecta en Argentina, y luego se concentra en Paraguay. En julio de 1890, va a Chile visitando a su hermano, John C. Morong, que había estado viviendo allí por muchos años. También recolecta plantas en el desierto de Atacama, antes de volver a EE. UU. el 25 de octubre de 1890. A su retorno, es curador del herbario de la Columbia University, puesto qu mantiene hasta su enfermedad final. Morong fallece en la casa de su hijo en Ashland, el 26 de abril de 1894.

Su mayor obra fue una compilación de las especies recolectadas en Paraguay, preparadas con el auxilio de Britton, y una monografía sobre las Naiadaceae.

## Algunas publicaciones
- 1885. Notes on Naiadaceae. Ed. Carlon & Hollenbeck
- 1886. Revision of the North American species of Nuphar. Ed. University of Chicago Press
- 1888. A new water-lily. Ed. University of Chicago Press
- 1889. Paraguay and its flora. Botanical Gazette
- Morong, T; NL Britton. 1893. An enumeration of the plants collected by Dr. Thomas Morong in Paraguay, 1888-1890. Ann. New York Academy of Sci. 7: 45-280
- 1893. A new species of Listera, with notes on other orchids (Contributions from the Herbarium of Columbia College). Ed. Torrey Botanical Club

### Libros
- 2007. The Naiadaceae Of North America. Ed. Kessinger Pub. 180 pp. ISBN 0-548-48429-5

- La abreviatura «Morong» se emplea para indicar a Thomas Morong como autoridad en la descripción y clasificación científica de los vegetales.[1]